# La Chapelle-Thémer
Pour les articles homonymes, voir La Chapelle.
La Chapelle-Thémer est une commune française située dans le département de la Vendée, en région Pays de la Loire.
Ses habitants sont appelés les Théméraires.

## Géographie
Le territoire municipal de La Chapelle-Thémer s'étend sur 1 516 hectares. L'altitude moyenne de la commune est de 58 mètres, avec des niveaux fluctuant entre 29 et 97 mètres,.
|                         | Saint-Martin-Lars-en-Sainte-Hermine |                           |
| Saint-Juire-Champgillon | La Chapelle-Thémer                  | Saint-Laurent-de-la-Salle |
| Thiré                   | Saint-Valérien                      |                           |

### Climat
Pour des articles plus généraux, voir Climat des Pays de la Loire et Climat de la Vendée.
En 2010, le climat de la commune est de type climat océanique franc, selon une étude du CNRS s'appuyant sur une série de données couvrant la période 1971-2000. En 2020, Météo-France publie une typologie des climats de la France métropolitaine dans laquelle la commune est exposée à un climat océanique et est dans la région climatique  Bretagne orientale et méridionale, Pays nantais, Vendée, caractérisée par une faible pluviométrie en été et une bonne insolation. 
Pour la période 1971-2000, la température annuelle moyenne est de 11,9 °C, avec une amplitude thermique annuelle de 14,3 °C. Le cumul annuel moyen de précipitations est de 877 mm, avec 12,1 jours de précipitations en janvier et 6,6 jours en juillet. Pour la période 1991-2020, la température moyenne annuelle observée sur la station météorologique de Météo-France la plus proche, « Sainte Gemme la Plaine_sapc », sur la commune de Sainte-Gemme-la-Plaine à 14 km à vol d'oiseau, est de 13,0 °C et le cumul annuel moyen de précipitations est de 809,1 mm,. Pour l'avenir, les paramètres climatiques de la commune estimés pour 2050 selon différents scénarios d'émission de gaz à effet de serre sont consultables sur un site dédié publié par Météo-France en novembre 2022.

## Urbanisme

### Typologie
Au 1er janvier 2024, La Chapelle-Thémer est catégorisée commune rurale à habitat dispersé, selon la nouvelle grille communale de densité à sept niveaux définie par l'Insee en 2022.
Elle est située hors unité urbaine et hors attraction des villes,.

### Occupation des sols
L'occupation des sols de la commune, telle qu'elle ressort de la base de données européenne d’occupation biophysique des sols Corine Land Cover (CLC), est marquée par l'importance des territoires agricoles (89,4 % en 2018), en augmentation par rapport à 1990 (86,1 %). La répartition détaillée en 2018 est la suivante : 
terres arables (58,7 %), prairies (15,8 %), zones agricoles hétérogènes (14,9 %), forêts (8,6 %), zones urbanisées (2 %). L'évolution de l’occupation des sols de la commune et de ses infrastructures peut être observée sur les différentes représentations cartographiques du territoire : la carte de Cassini (XVIIIe siècle), la carte d'état-major (1820-1866) et les cartes ou photos aériennes de l'IGN pour la période actuelle (1950 à aujourd'hui).

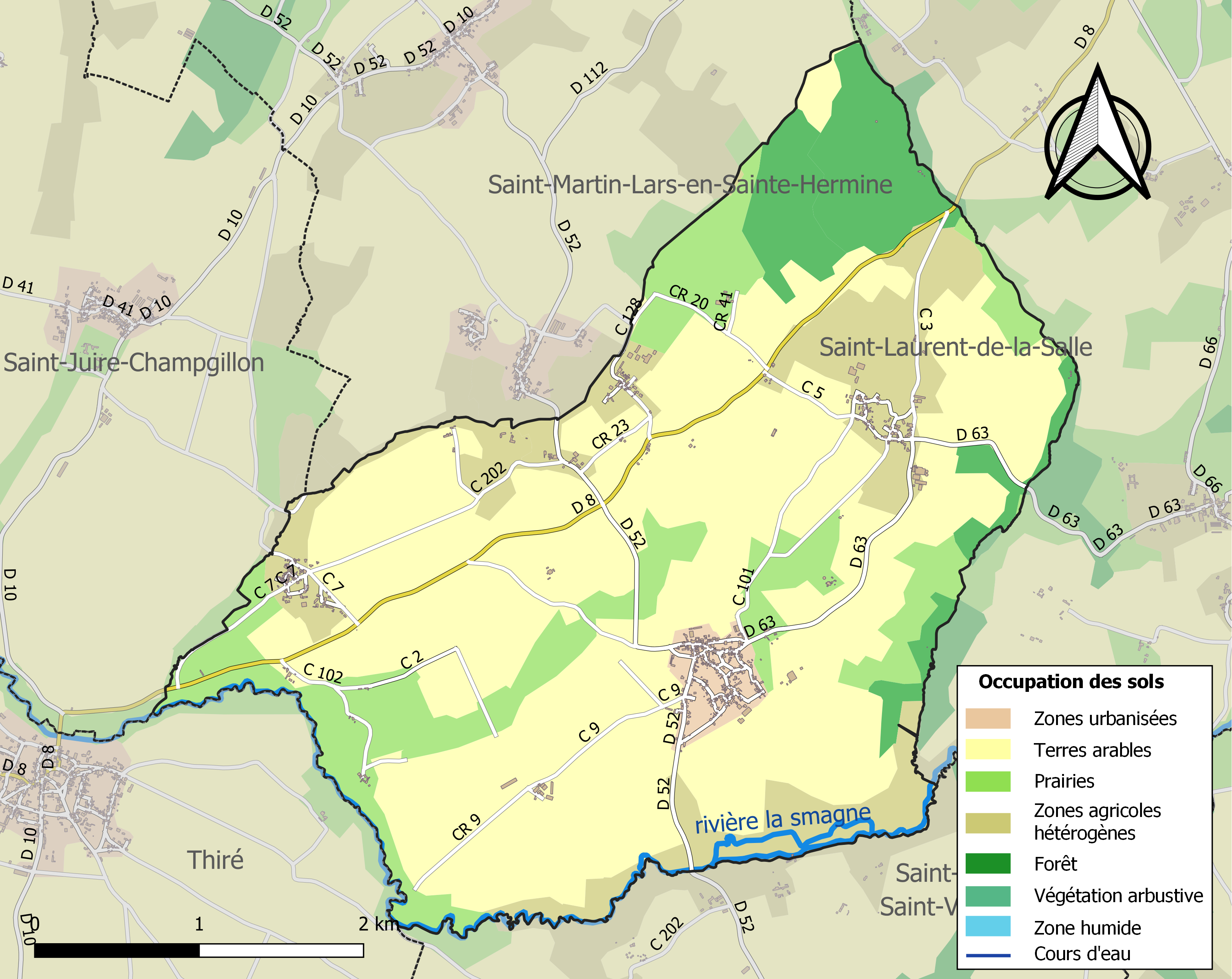
Carte des infrastructures et de l'occupation des sols de la commune en 2018 (CLC).

## Logo

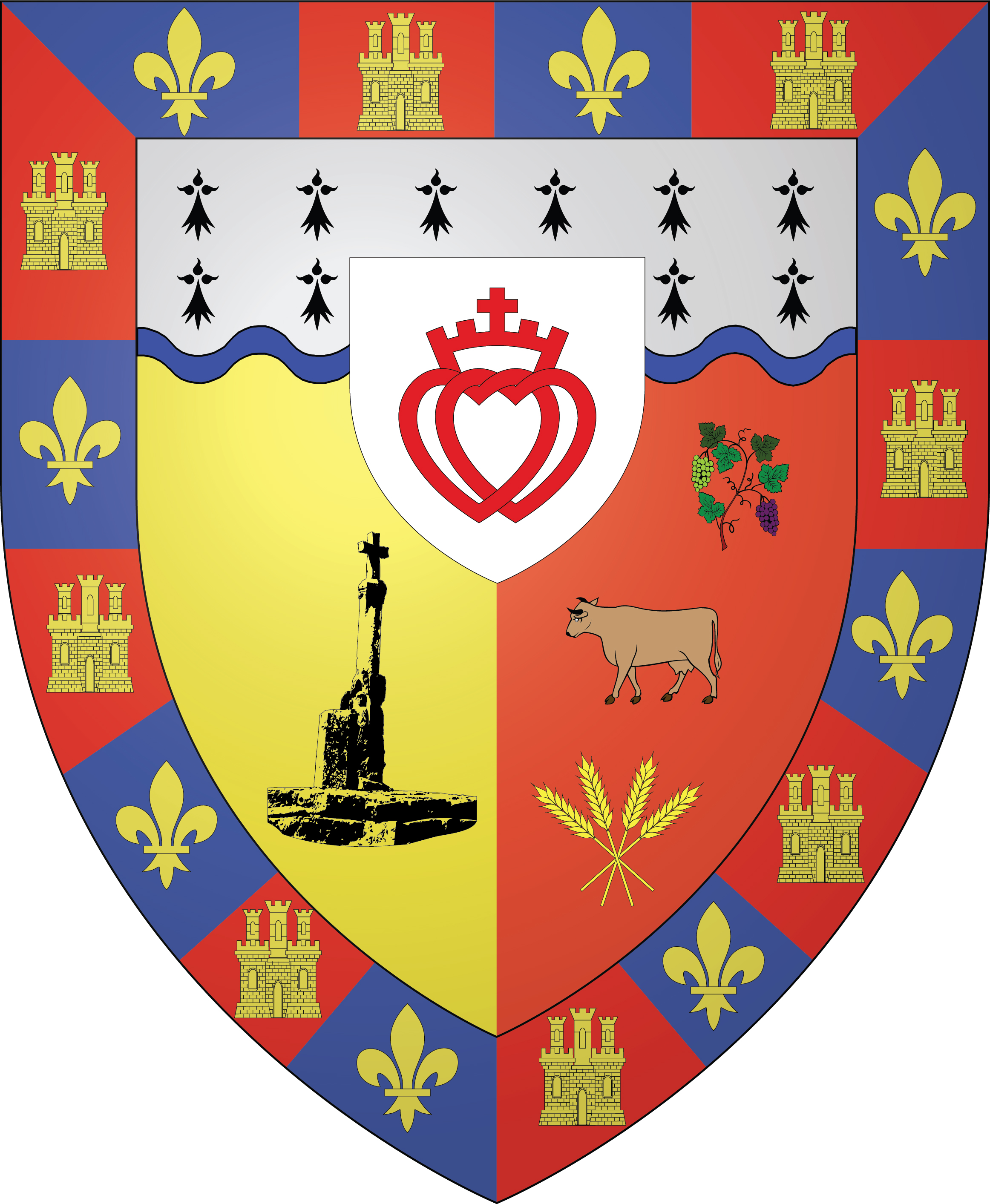

La commune ne possède pas de blason. Trois blasons ont pourtant été proposés aux habitants et, à la suite d'un vote, un des blasons aurait été retenu et finalement adopté à l'unanimité lors d'un conseil municipal en 2014.[réf. nécessaire] La commune utilise donc un blason non-officiel, en forme d'écu armorié, mais non conforme aux règles héraldiques.

## Politique et administration

### Liste des maires
| Période                                  | Période                      | Identité         | Étiquette | Qualité                                                                        |
| ---------------------------------------- | ---------------------------- | ---------------- | --------- | ------------------------------------------------------------------------------ |
| 1947                                     |                              | Octave Guillet   |           |                                                                                |
|                                          | 28 mai 1972 (décès)          | Gustave Gaillard |           |                                                                                |
| 1972 ?                                   | mars 1977                    | M. Pelletier     |           |                                                                                |
| mars 1977                                | mars 1989                    | André Raimbault  | DVG       | Instituteur                                                                    |
| mars 1989                                | juin 1995                    | Pierre Matton    |           | Commercial Propriétaire du château du Fougeroux                                |
| juin 1995                                | 16 mars 2001                 | André Raimbault  | DVG       | Instituteur et directeur d'école publique retraité                             |
| 16 mars 2001                             | 20 décembre 2011 (démission) | Bruno Cortiula,  |           | Retraité de la Gendarmerie nationale Doyen des maires de la Vendée (2008-2012) |
| 23 février 2012                          | 27 mars 2014                 | Jean-Luc Tétaud  |           | Retraité de la direction départementale de l’Équipement                        |
| 27 mars 2014                             | En cours                     | David Pelletier  |           | Agriculteur en société                                                         |
| Les données manquantes sont à compléter. |                              |                  |           |                                                                                |

## Population et société

### Démographie

#### Évolution démographique
L'évolution du nombre d'habitants est connue à travers les recensements de la population effectués dans la commune depuis 1793. Pour les communes de moins de 10 000 habitants, une enquête de recensement portant sur toute la population est réalisée tous les cinq ans, les populations de référence des années intermédiaires étant quant à elles estimées par interpolation ou extrapolation. Pour la commune, le premier recensement exhaustif entrant dans le cadre du nouveau dispositif a été réalisé en 2004.

En 2022, la commune comptait 394 habitants, en évolution de +3,14 % par rapport à 2016 (Vendée : +5,33 %, France hors Mayotte : +2,11 %).
| 1793 | 1800  | 1806 | 1821 | 1831 | 1836 | 1841 | 1846 | 1851 |
| ---- | ----- | ---- | ---- | ---- | ---- | ---- | ---- | ---- |
| 765  | 1 135 | 792  | 953  | 972  | 962  | 926  | 885  | 882  |

| 1856 | 1861 | 1866 | 1872 | 1876 | 1881 | 1886 | 1891 | 1896 |
| ---- | ---- | ---- | ---- | ---- | ---- | ---- | ---- | ---- |
| 929  | 896  | 929  | 888  | 911  | 868  | 890  | 860  | 822  |

| 1901 | 1906 | 1911 | 1921 | 1926 | 1931 | 1936 | 1946 | 1954 |
| ---- | ---- | ---- | ---- | ---- | ---- | ---- | ---- | ---- |
| 801  | 793  | 791  | 682  | 668  | 665  | 660  | 645  | 592  |

| 1962 | 1968 | 1975 | 1982 | 1990 | 1999 | 2004 | 2006 | 2009 |
| ---- | ---- | ---- | ---- | ---- | ---- | ---- | ---- | ---- |
| 581  | 576  | 506  | 459  | 366  | 335  | 311  | 302  | 349  |

| 2014 | 2019 | 2022 | - | - | - | - | - | - |
| ---- | ---- | ---- | - | - | - | - | - | - |
| 377  | 391  | 394  | - | - | - | - | - | - |

#### Pyramide des âges
En 2018, le taux de personnes d'un âge inférieur à 30 ans s'élève à 28,9 %, soit en dessous de la moyenne départementale (31,6 %). À l'inverse, le taux de personnes d'âge supérieur à 60 ans est de 35,3 % la même année, alors qu'il est de 31,0 % au niveau départemental.
En 2018, la commune comptait 198 hommes pour 190 femmes, soit un taux de 51,03 % d'hommes, largement supérieur au taux départemental (48,84 %).
Les pyramides des âges de la commune et du département s'établissent comme suit.
| Hommes | Classe d’âge | Femmes |
| ------ | ------------ | ------ |
| 1,0    | 90 ou +      | 2,1    |
| 15,0   | 75-89 ans    | 13,1   |
| 19,5   | 60-74 ans    | 19,9   |
| 22,5   | 45-59 ans    | 18,8   |
| 14,0   | 30-44 ans    | 16,2   |
| 13,5   | 15-29 ans    | 11,5   |
| 14,5   | 0-14 ans     | 18,3   |

| Hommes | Classe d’âge | Femmes |
| ------ | ------------ | ------ |
| 0,8    | 90 ou +      | 2,2    |
| 8,7    | 75-89 ans    | 11,1   |
| 20,3   | 60-74 ans    | 21,3   |
| 20     | 45-59 ans    | 19,4   |
| 17,5   | 30-44 ans    | 16,8   |
| 15     | 15-29 ans    | 13,2   |
| 17,7   | 0-14 ans     | 16,1   |

## Personnalités liées à la commune
- Étienne-Benjamin Martineau (1765-1828), médecin, homme politique né à La Chapelle-Thémer, député de la Vendée en 1815 pendant les Cent-Jours.

## Lieux et monuments
- Ruines d'un ancien cimetière protestant abandonné.
- Sépultures de templiers dans le cimetière du bourg.
- Croix hosannière de La Chapelle-Thémer, inscrite Monument historique en 2006.
- Tour de l'ancien château de Bodert.
- Église Notre-Dame-de-l'Assomption (ancienne chapelle castrale du château).
- Château du Fougeroux.